# Pieter Haas
Pieter Haas (* 14. Mai 1963 in Vlaardingen) ist ein niederländischer Manager. Von 2017 bis 2018 war er Vorstandsvorsitzender der Ceconomy AG, nachdem er zuvor seit 2016 Vorstandsvorsitzender der Media-Saturn Holding war.

## Leben
Haas studierte Wirtschaftswissenschaften an der Wirtschaftsuniversität Nyenrode. Nach seinem Abschluss als Master of Business Administration (MBA) war er von 1986 bis 1990 bei der Management-Beratung Hay Group in Utrecht tätig.
Anschließend war Haas bis 1993 bei Buhrmann N.V., Amsterdam, Manager Business Development für die Abteilung „Office Products“. Von 1993 bis 1996 war er Geschäftsführer Deutschland der Buhrmann N.V.
1996 wechselte er als Geschäftsführer zur Corporate Express Deutschland GmbH nach Frankfurt, wo er 1999 zum Geschäftsführer Western Europe wurde.
2001 wechselte Haas zur Media Markt Saturn Holding Nederland B.V., Rotterdam, zunächst als Mitglied der Geschäftsführung, ab 2004 als Sprecher und ab 2006 als deren Vorsitzender. 2008 wurde Haas Mitglied der Geschäftsführung und COO der Media-Saturn Holding GmbH, Ingolstadt, wo er u. a. für Unternehmensentwicklung, Multichannel-Aktivitäten und IT verantwortlich war.
2013 stieg Haas in den Vorstand der Metro AG auf, wurde 2014 stellvertretender Vorsitzender der Geschäftsführung der Media-Saturn-Holding GmbH und 2016 deren Vorsitzender. Der Minderheitseigner der Metro-Tochter Media-Saturn, Erich Kellerhals, sah seine Mitspracherechte durch Haas bedroht. Kellerhals, so Beobachter, habe Haas den Wechsel zur Konzernmutter nie verziehen.
Nach Abspaltung des Teilkonzerns Metro Wholesale & Food Specialist AG wurde Haas Vorstandsvorsitzender der nun als „Ceconomy“ auftretenden Metro AG.
Am 13. Oktober 2018 wurde er nach mehreren Gewinnwarnungen mit sofortiger Wirkung bei der Ceconomy AG entlassen.